# Monte di Malo
Monte di Malo – miejscowość i gmina we Włoszech, w regionie Wenecja Euganejska, w prowincji Vicenza.
Według danych na rok 2004 gminę zamieszkiwało 2699 osób, 117,3 os./km².